# Liten brunspricklav
Liten brunspricklav (Acarospora veronensis) är en lavart som beskrevs av A. Massal. Liten brunspricklav ingår i släktet Acarospora och familjen Acarosporaceae.  Arten är reproducerande i Sverige. Inga underarter finns listade i Catalogue of Life.